# Tony Gallimore
Anthony Mark Gallimore, più conosciuto con il diminutivo Tony Gallimore (Crewe, 21 febbraio 1972) è un ex calciatore inglese, di ruolo difensore.

## Biografia
Suo figlio Dan è a sua volta un calciatore professionista.

## Caratteristiche tecniche
Era un terzino sinistro.

## Carriera
Esordisce tra i professionisti nella stagione 1989-1990, quando all'età di 17 anni gioca una partita di fine stagione nella seconda divisione inglese con lo Stoke City, già retrocesso in terza divisione al momento del suo esordio; l'anno seguente gioca poi 7 partite in questa categoria. Nella stagione 1991-1992, oltre a giocare 3 partite in terza divisione allo Stoke trascorre due diversi periodi in prestito al Carlisle Utd, con cui gioca in totale 16 partite in quarta divisione. Nella stagione 1992-1993 dopo alcuni mesi senza ulteriori presenze in partite ufficiali con lo Stoke viene ceduto a titolo definitivo per 15000 sterline proprio al Carlisle United, con cui conclude la stagione realizzando una rete (la sua prima in carriera tra i professionisti) in 8 partite, sempre in quarta divisione. Rimane poi nel club per ulteriori due stagioni giocando da titolare in questa categoria, per un totale di 80 presenze e 6 reti: al termine della stagione 1994-1995 conquista anche una promozione in terza divisione, categoria nella quale nella stagione successiva va in rete per 2 volte in 36 presenze.
Nella parte conclusiva della stagione 1995-1996 viene ceduto per 125000 sterline al Grimsby Town, club di seconda divisione, con cui conclude l'annata realizzando una rete in 10 presenze in questa categoria; dopo un'ulteriore stagione da 42 presenze ed una rete, conclusa con una retrocessione, nella stagione 1997-1998 contribuisce con 2 reti in 35 presenze alla vittoria dei play-off del campionato di seconda divisione, vincendo peraltro in questa stagione anche il Football League Trophy: a partire dalla stagione 1998-1999 gioca quindi nuovamente in seconda divisione, categoria in cui disputa cinque campionati consecutivi da titolare con la maglia dei Mariners (ad eccezione delle 28 presenze della stagione 2000-2001 non gioca mai infatti meno di 38 partite in un singolo campionato). Al termine della stagione 2002-2003, dopo complessive 318 presenze e 6 reti fra tutte le competizioni ufficiali in sette stagioni e mezzo, il Grimsby Town lo cede al Barnsley, con cui Gallimore nella stagione 2003-2004 gioca 20 partite in terza divisione. Trascorre poi un biennio in quarta divisione al Rochdale, dove gioca con buona continuità (68 presenze), per poi chiudere la carriera nell'estate del 2007 all'età di 35 anni dopo una stagione trascorsa con i semiprofessionisti di Northwich Victoria e Hucknall Town.
In carriera ha totalizzato complessivamente 496 presenze e 13 reti nei campionati della Football League.

## Palmarès

### Club

#### Competizioni nazionali
- Football League Trophy: 1

Grimsby Town: 1997-1998